# Kīpuka

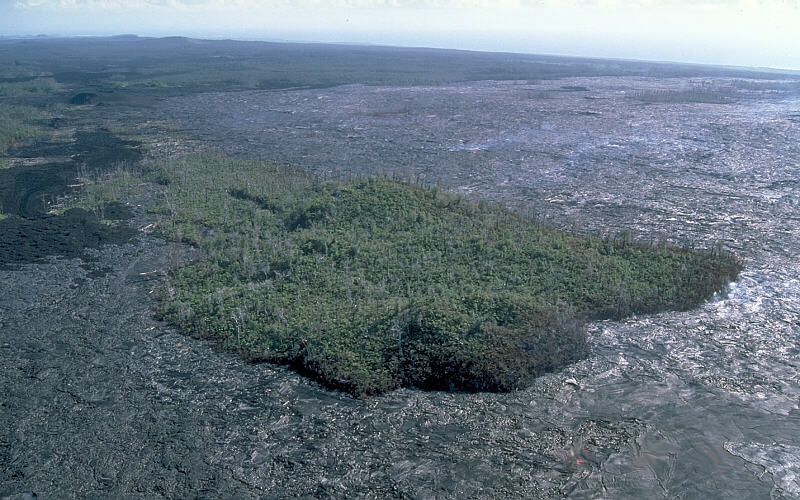
Un kīpuka envoltat per fluxos de lava al volcà Kilauea, Hawai`i

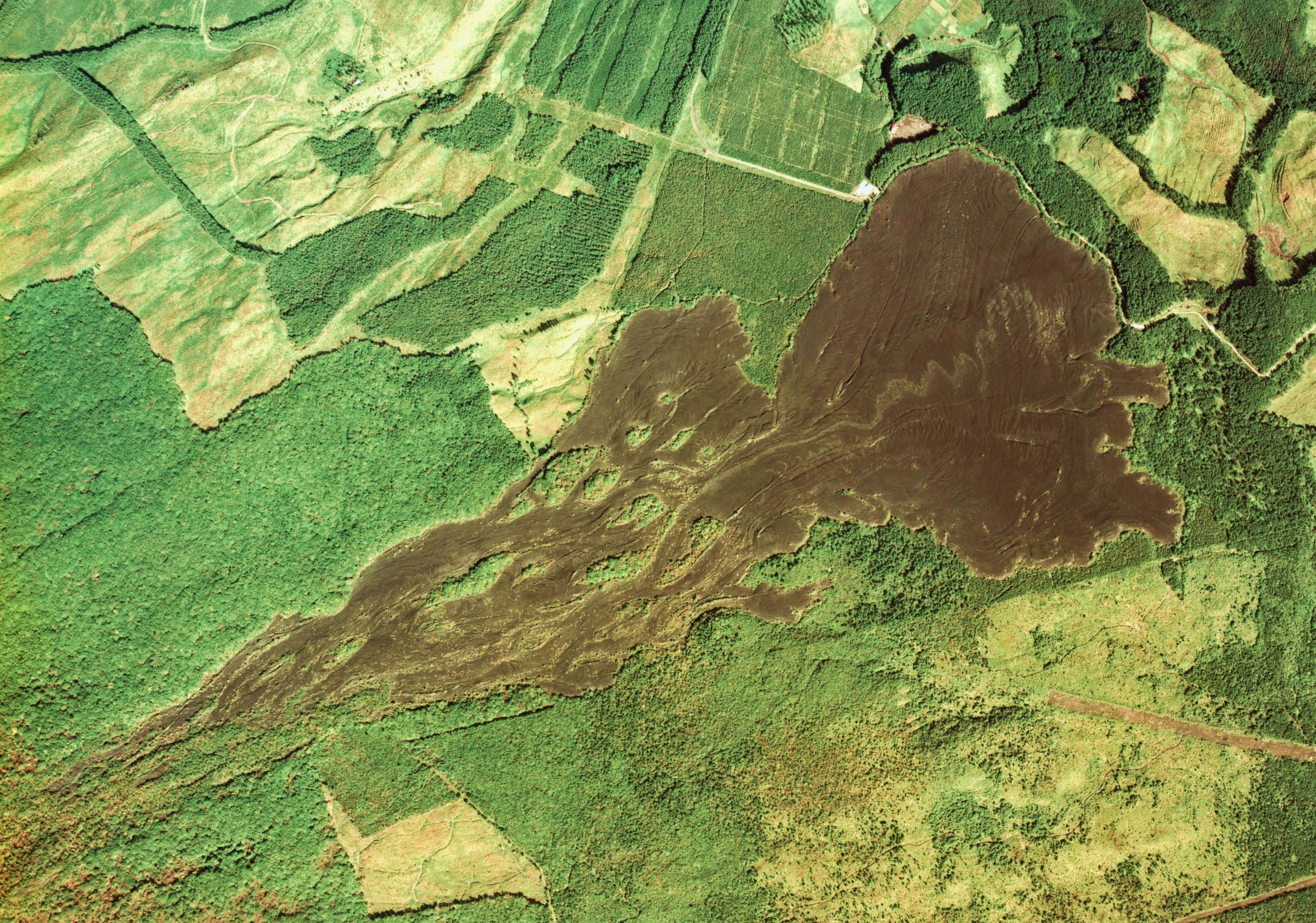
Kīpuka verds envoltats per fluxos de lava marró del volcà Iwate, Japó

Un kīpuka és una àrea de terra envoltada per un, o més d'un, flux de lava. Un kīpuka es forma quan fluxos de lava rodegen, sense cobrir-ho, un turó, carena, o dom de lava més vella. Sent més vells i més erosionats que el seu entorn, els kīpukas sovint apareixen com a illes dins d'un mar de fluxos de lava. Són coberts de sòl i successions vegetals antigues que proporcionen un hàbitat per a animals en un entorn inhòspit. En paisatges volcànics, els kīpukas juguen una funció important com a reserva biològica i com a refugis per a plantes i animals, a partir dels quals les zones circumdants cobertes de lava nova poden ser recolonitzades.

## Etimologia
Kīpuka, juntament amb ʻaʻā i pāhoehoe, són paraules hawaianes relacionades amb la vulcanologia que han entrat al lèxic de geologia. A vegades s'empra el terme informalment per a referir-se a qualsevol lloc ("illa de vida") on un sistema biològic està rodejat d'un entorn inhòspit.

## Importància en recerca
Els Kīpuka al llarg de la Saddle Road a Hawaiʻi han servit com a laboratoris naturals per a una varietat d'estudis, tot examinant principis ecològics com la biogeografia d'illes, el control de xarxa tròfica, la resistència biòtica i la invasivitat. A més a més, la presencia de poblacions de Drosophila silvestris, fa dels kīpukas un camp útil per a entendre les estructures fragmentades de població i l'aïllament reproductiu d'aquesta espècie de mosca.